# Шёпоты и крики
«Шёпоты и крики» (швед. Viskningar och rop) — художественный фильм режиссёра Ингмара Бергмана, завоевавший множество призов на различных международных кинофестивалях.

## Сюжет
Действие происходит в большом (предположительно, родовом) имении в присутствии трёх сестёр — Агнес, Карин и Марии. Агнес очень больна, преданная служанка Анна ухаживает за ней и морально её поддерживает. Многолетние напряжённые отношения между этими четырьмя женщинами лежат в основе сюжета.
Агнес больна раком, на протяжении всего фильма она вспоминает эпизоды детства. Мать, которую Агнес так любила всю свою жизнь, по сюжету фильма не очень-то ей благоволила. Скорее, у матери была большая расположенность к Марии, нежели к Карин и Агнес. Похоже, Агнес это всегда чувствовала.
Сёстры поочерёдно вспоминают своё беззаботное и удивительное для них детство, о том, как они играли, веселились, смеялись, шептались. В детстве всё по-другому. А сейчас они подсознательно ненавидят друг друга. Единственным преданным человеком в их семье остаётся служанка Анна, которая, помимо выполнения своих обязанностей, заботится об Агнес. Анна, сама потерявшая маленькую дочь, делает всё с любовью, просто и по-человечески, а не как обычная прислуга.
Каждая из сестёр по-своему несчастна. Карин — жёсткая, разочаровавшись в человеческой искренности и чувствах, она высказывает страх, недоверие к проявлениям нежности и отгораживается ото всех. Мария — улыбчивая и легкомысленная, она умело скрывает природное равнодушие ко всему и всем поверхностным, вежливым сочувствием и приветливостью. Чтобы спрятать внутреннюю пустоту, Мария с энтузиазмом выполняет нравственные и этические обряды по отношению к сёстрам. В отсутствие мужа она утешается с врачом, который лечит Агнес.
После долгих мук Агнес умирает, глаза ей закрывает служанка Анна. Мария в этот момент плачет, а на лице Карин наблюдается нечто, похожее на сожаление, но вместе с тем — одновременно и на боль, и на радость.
В сцене видения мёртвая Агнес просит Анну позвать к себе Карин, а затем Марию. Карин отказывается, говоря, что не любит её. Мария приближается к Агнес, та бросается в объятия к сестре, Мария в ужасе убегает, крича, что у неё есть муж и дети. Анна заходит в комнату, кладёт Агнес обратно на кровать и остаётся с ней.
Заключительная сцена фильма сопровождается музыкой Баха и Шопена, звучащей поочерёдно. Когда сёстры в компании мужей сидят в гостиной поместья перед тем, как уехать, все четверо решают отпустить служанку Анну и предлагают ей взять на память какую-нибудь мелочь из вещей своей любимой госпожи, которую она предпочтёт. Анна же категорически отказывается.
В конце картины Анна зажигает свечу. Достав дневник Агнес, взятый тайно на память, она читает… На экране воспроизводится эпизод из жизни сестёр — как они втроём со служанкой беззаботно гуляли в парке, качались на любимых качелях, смеялись и были счастливы. Несмотря на то, что Агнес уже была больна, она наслаждается теми мгновениями безоблачного счастья, которое позволило ей ощутить себя в близости к родным и любимым ей людям. Пожалуй, что это были последние минуты, когда она была по-настоящему счастлива. И её смерть лишь обнажила драматичность и болезненность взаимоотношений женщин этого дома, где она выросла.
«Так смолкают шёпоты и крики». (И. Бергман)

## В ролях
- Харриет Андерссон — Агнес
- Кари Сюльван[англ.] — Анна
- Ингрид Тулин — Карин
- Лив Ульман — Мария / мать Марии, Агнес и Карин
- Эрланд Юсефсон — Давид, доктор
- Андерс Эк[англ.] — Исак, священник
- Георг Орлин[англ.] — Фредрик, муж Карин
- Хеннинг Моритцен[англ.] — Йоаким, муж Марии
- Лена Бергман[швед.] — Мария в детстве
- Линн Ульман — дочь Марии

## Награды и номинации
Фильм собрал коллекцию из 20 побед и 7 номинаций Архивная копия от 15 марта 2008 на Wayback Machine на различных кинофестивалях, среди которых:

### Награды
- 1974 — Премия «Оскар»
  - Лучшая операторская работа — Свен Нюквист
- 1973 — Каннский кинофестиваль
  - Технический Гран-при — Ингмар Бергман
- 1974 — Премия «Давид ди Донателло»
  - Лучший режиссёр зарубежного фильма — Ингмар Бергман
  - Специальный Давид — Харриет Андерсон, Ингрид Тулин, Кари Сюльван, Лив Ульман
- 1973 — Премия Национального совета кинокритиков США
  - Лучший режиссёр — Ингмар Бергман
  - Лучший фильм на иностранном языке
- 1973 — Премия Национального общества кинокритиков США
  - Лучшая операторская работа — Свен Нюквист
  - Лучший сценарий — Ингмар Бергман

### Номинации
- 1974 — Премия «Оскар»
  - Лучший дизайн костюмов — Марик Вос-Лунд
  - Лучший режиссёр — Ингмар Бергман
  - Лучший фильм — Ингмар Бергман
  - Лучший сценарий — Ингмар Бергман
- 1974 — Премия BAFTA
  - Лучшая операторская работа — Свен Нюквист
  - Лучшая актриса — Ингрид Тулин
- 1973 — Премия «Золотой глобус»
  - Лучший зарубежный фильм на иностранном языке